# Холми (Гвардійський міський округ)
Холми (рос. Холмы) — селище Гвардійського міського округу, Калінінградської області Росії. Входить до складу Славинського сільського поселення.
Населення — 36 осіб (2015 рік).

## Населення
| 2002 | 2010 |
| ---- | ---- |
| 28   | ↗36  |